# THE MANPOWER!!!
「THE MANPOWER!!!」（THE マンパワー!!!）是日本的女子偶像組合「早安少女組。」的第25张单曲，於2005年1月19日由zetima发售。

## 概要
- 「THE MANPOWER!!!」是早安少女組。一期成員飯田圭織的畢業單曲。
- 「THE MANPOWER!!!」是東北樂天金鷹的公式應援歌。
- 此單曲有2個版本，分別是「初回生産限定盤」和「CD ONLY」。
- 在1月31日於公信榜单曲週排行榜取得第4位。

## 收錄内容

### CD
1. THE MANPOWER!!!
（作詞、作曲：淳君　編曲：松原憲）
2. Love & Peace! 英雄終於來到。（ラヴ&ピィ~ス! HEROがやって来たっ。）
（作詞、作曲：淳君　編曲：鈴木俊介）
3. THE MANPOWER!!!（Instrumental）